# Żółw Torniera
Żółw Torniera, żółw szczelinowy (Malacochersus tornieri), pot. żółw naleśnikowy – gatunek gada z rodziny żółwi lądowych z podrzędu żółwi skrytoszyjnych; jedyny przedstawiciel rodzaju Malacochersus. Występuje w Afryce Wschodniej; jest krytycznie zagrożony wyginięciem.
OpisKarapaks barwy brązowej, na każdej tarczy rozchodzą się promieniście ciemne i jasne plamy przypominające gwiazdę. Jest bardzo niski, płaski i miękki. Tak miękki, że widać na nim ruchy oddechowe płuc. Pośrodku każdej płytki kostnej podścielającej cienką i miękką tarczę rogową jest duży otwór.
RozmiaryDługość karapaksu: samce do 17,0 cm, samice do 17,8 cm.
BiotopTereny kamieniste i skaliste na terenach sawannowych porośniętych krzewami.
PokarmNiemal wyłącznie roślinny – rośliny zielne, sukulenty czy kwiaty. Analiza odchodów wykazała, że zjadają też chrząszcze.
BehawiorŚciśle lądowy tryb życia, aktywny wczesnym rankiem i wieczorem. W razie niebezpieczeństwa szybko ucieka do najbliższej szczeliny skalnej lub pod kamienie, gdzie dzięki miękkiemu pancerzowi potrafi się głęboko wcisnąć. Gdy to nie wystarczy, nadyma ciało powietrzem, tak że miękki i elastyczny pancerz przywiera dokładnie do ścian kryjówki; ponadto zapiera się nogami. Uniemożliwia to wydobycie go z ukrycia.
WystępowanieAfryka Wschodnia – Kenia, Tanzania i niewielka przyległa część Zambii.